# Carracedelo
Carracedelo è un comune spagnolo di 3 633 abitanti situato nella comunità autonoma di Castiglia e León.
Nel suo territorio si trova ciò che rimane dell'antica Abbazia cistercense di Santa Maria di Carracedo.

## Frazioni
- Carracedelo
- Carracedo del Monasterio
- Posada del Bierzo
- Villadepalos
- Villamartín de la Abadía
- Villaverde de la Abadía